# Haven van Bussum

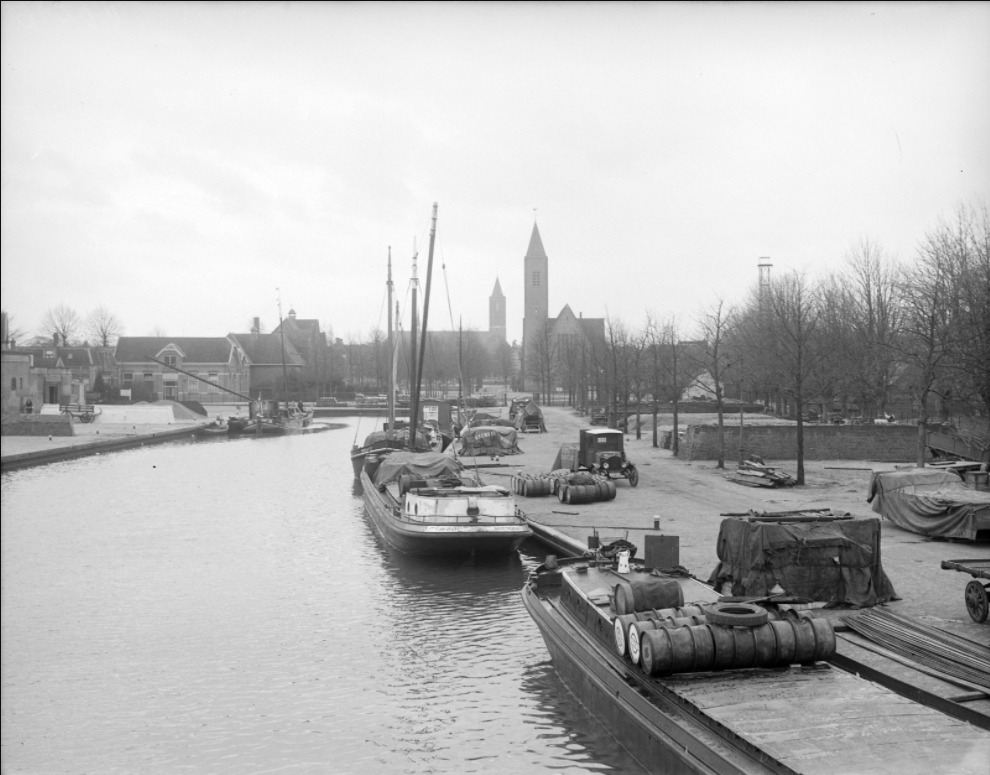
Haven van Bussum, anno 1933

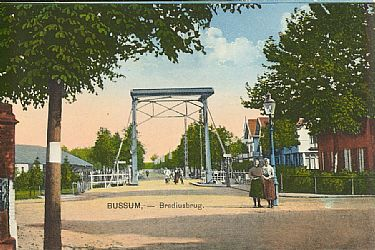
Brediusbrug, mogelijk rond 1910. De brug markeerde de toegang van de Bussumervaart tot de haven van Bussum. Aan de brug werd in 1928 een havenkantoor gebouwd. De brug werd later vervangen door de Brediusdam.

De haven van Bussum was vroeger, tot aan de Tweede Wereldoorlog,  gelegen in het hart van de Noord-Hollandse plaats Bussum. Hij liep parallel aan de Landstraat en de Brinklaan en was met Naarden verbonden door een vaart, die te Naarden  de Bussumervaart werd genoemd, en te Bussum de Naardervaart.

## Ontstaan
Sinds mensenheugenis groeven de Gooise bewoners op de woeste gronden naar zand, leem, keien en grind. Ten zuiden van Naarden begon men in 1651 een zandsloot in de richting van Bussum te graven. Voor Naarden en Bussum was dit het prille begin van het zandvervoer per schuit. In 1796-'97 werd vanuit Naarden de bestaande zandsloot verbreed en te Bussum voorzien van een havenkom. De haven lag waar nu het Wilhelminaplantsoen is, waar tegenwoordig de Openbare Bibliotheek is gevestigd en waar ook de weekmarkt wordt gehouden.

## Groei
In het in 1817 zelfstandig geworden Bussum groeide  de werkgelegenheid snel: in de bouw, in kleine bedrijfjes zoals een korenmolen, een verffabriek en een brouwerij, maar vooral in de wasserijen en textielblekerijen. Het vervoer van het vele wasgoed en van personen vond in eerste instantie vooral plaats over het water. Rond 1900 was scheepvaart een belangrijke factor voor Bussum. Er waren lijndiensten onder andere naar Amsterdam en Utrecht. Rondom de haven waren veel groothandels gevestigd in bouwmaterialen voor de villabouw.

## Demping
De haven werd in de jaren 1940-'42 gedempt. Het besluit daartoe was in 1939 genomen. Voor de demping werd een 'nevenwerk' van  Fort Werk IV afgegraven (werk nr. III, het rechtervleugelwerk, gelegen in het huidige Bussum-Zuid, aan het einde van de Brinklaan  bij de kruising met het spoor naar Hilversum), onderdeel van de Nieuwe Hollandse Waterlinie. In 1941 werd daar het Vijverpark aangelegd (hoek Ceintuurbaan-Bussummergrindweg).
Twintig jaar later werd op de plaats van de vroegere haven een nieuw raadhuis geopend. Nog vier decennia lag daarnaast op het resterende terrein tussen de Landstraat en de Brinklaan tot aan de Brediusdam  een provisorisch parkeerterrein, waar ook de kermis werd gehouden. Het vormde al die jaren een open gat in het dorpshart.
Drie straatnamen in het oude dorpscentrum, de Havenstraat, de Veerstraat en het Veerplein, leidend naar het huidige Wilhelminaplantsoen, herinneren nog aan de oude situatie, en even buiten het centrum ook de Vaartweg en de Nieuwe Vaart. Aan de kant van de Brinklaan lag een brede loswal.

## Gedeeltelijk herstel
In de jaren 2004-'07 is op dit aangrenzende terrein in het centrum het stadswoningenproject Landstraat-Noord gerealiseerd, waarmee ook in bescheiden mate het water in het hart van Bussum is teruggekomen, nu vooral met een decoratieve functie.